# 大川西根村
大川西根村（おおかわにしねむら）は秋田県仙北郡にあった村。現在の大仙市中心部に西接する、雄物川左岸にあたる。

## 地理
- 山：大平山、福伝山、八森山、雷電山
- 河川：雄物川

## 歴史
- 1889年（明治22年）4月1日 - 町村制の施行により、大曲西根村、蛭川村の区域をもって発足。
- 1954年（昭和29年）5月3日 - 大曲町・花館村・内小友村・藤木村・四ツ屋村が合併して大曲市が発足。同日大川西根村廃止。
- 2005年（平成17年）3月22日 - 大曲市が神岡町・西仙北町・中仙町・協和町・南外村・仙北町・太田町と合併して大仙市が発足。

## 歴代町長
- 小原六兵衛

## 交通

### 道路
現在は旧村域を大曲西道路（本荘大曲道路）が通過するが、当時は未開通。

## その他
1953年、同地を訪れた木村伊兵衛は『秋田おばこ』のタイトルで知られる一葉を撮影した。

## 著名出身者
- 大黒富治 (歌人)